# The Purple Tape Instrumentals
Albums de Evidence
The Layover EP
(2008) I Don't Need Love
(2010)
The Purple Tape Instrumentals est un album du rappeur Evidence, sorti le 5 décembre 2008.

## Liste des titres
| No  | Titre         | Contient un (des) sample(s) de           | Durée |
| --- | ------------- | ---------------------------------------- | ----- |
| 1.  | Take U Back   |                                          | 2:25  |
| 2.  | Pest          | Footsteps in the Dark des Isley Brothers | 2:13  |
| 3.  | Lost Cause    |                                          | 3:26  |
| 4.  | I'm Like      |                                          | 2:24  |
| 5.  | My Way 90291  |                                          | 3:28  |
| 6.  | Uh Oh         | Long Red de Mountain                     | 2:19  |
| 7.  | Shoot 1st     |                                          | 1:31  |
| 8.  | 421           |                                          | 1:30  |
| 9.  | Breakout      |                                          | 1:29  |
| 10. | Space Gorilla |                                          | 2:41  |
| 11. | On Top        |                                          | 1:39  |
| 12. | Darker Clouds |                                          | 1:37  |
| 13. | Ev N' Al      |                                          | 2:41  |
| 14. | Bubbler       |                                          | 2:05  |
| 15. | Stomp         |                                          | 3:26  |
| 16. | RTD           |                                          | 3:42  |
| 17. | Hour Glass    |                                          | 3:03  |
| 18. | Memories      |                                          | 2:47  |
| 19. | Stockholm     |                                          | 1:28  |
| 20. | Wake Up       | Sir Galahad de Rick Wakeman              | 3:46  |